# Anabela Pires
 (mars 2012).
Si vous disposez d'ouvrages ou d'articles de référence ou si vous connaissez des sites web de qualité traitant du thème abordé ici, merci de compléter l'article en donnant les références utiles à sa vérifiabilité et en les liant à la section « Notes et références ».
Anabela Braz Pires, née le 22 septembre 1976, est une chanteuse portugaise, plus connue au Portugal sous son prénom, Anabela. Elle s'est surtout fait connaître dans le monde pour avoir représenté le Portugal au concours de l'Eurovision en 1993. Mais elle a également participé à de nombreux doublages, principalement Disney, en tant que chanteuse uniquement :
- 1998 : Ariel dans La Petite Sirène (date de sortie originelle du film en 1989)
- 1998 : Mulan dans Mulan
- 1998 : Miriam dans Le Prince d'Égypte
- 1998 : Kayley dans Excalibur, l'épée magique
- 2000 : Ariel dans La Petite Sirène 2 : Retour à l'océan
- 2004 : Mulan dans Mulan 2 : La Mission de l'Empereur
- 2007: Carly Shay dans iCarly
- 2008 : Ariel dans Le Secret de la Petite Sirène
- 2010 : Raiponce dans Raiponce